# The Weavers
The Weavers fue un cuarteto estadounidense de música folk basado en el área del Greenwich Village de la ciudad de Nueva York. Interpretaban canciones folclóricas tradicionales de todo el mundo, así como de blues, góspel, canciones para niños, canciones de trabajadores, y baladas de Estados Unidos, vendiendo millones de discos a la altura de su popularidad. Su estilo inspiró el resurgimiento de la música folk posterior, en la década de 1950 y 1960, incluyendo artistas como Kingston Trio, Peter, Paul and Mary, y Bob Dylan. En 2001 fueron incluidos en el Salón de la Fama de los Grupos Vocales.

## Historia
The Weavers fue fundado en noviembre de 1948 por Ronnie Gilbert, Lee Hays, Fred Hellerman y Pete Seeger. En 1940 y 1941, Hays y Seeger ya habían cofundado un grupo anterior, The Almanac Singers, que había promovido la paz y el aislacionismo durante la Segunda Guerra Mundial, trabajando con el Comité de Paz Estadounidense. Presentaron muchas canciones que se oponían a la entrada de Estados Unidos en la guerra. En junio de 1941, el mismo mes en que Alemania invadió la Unión Soviética, el APC cambió su nombre a Comité del Pueblo Estadounidense y cambió su propósito para apoyar la entrada de Estados Unidos en la guerra. The Almanacs apoyó este cambio y produjo muchas canciones a favor de la guerra instando a los estadounidenses a luchar junto a las fuerzas aliadas. El grupo se disolvió tras la entrada de Estados Unidos en la guerra.
El nuevo grupo tomó su nombre de una obra de teatro de Gerhart Hauptmann, Die Weber (Los tejedores), que describía la historia de los tejedores de Silesia en 1844. Comenzaron a actuar en un club de Jazz Village Vanguard, lo que llevó a que Gordon Jenkins, un arreglista y compositor los descubriera y les permitiera firmar con Decca Records. La banda tuvo un gran éxito en 1950 combinando la canción de Leadbelly, "Goodnight, Irene" con el tema de 1941, "Tzena, Tzena, Tzena", que se convirtió en un éxito de ventas. La grabación se mantuvo como número uno en las listas de éxitos durante 13 semanas. Como era costumbre en ese momento, esta grabación y otras del período temprano de Weavers tenían acompañamiento de violín y orquesta además de los propios instrumentos de cuerda de la banda. El éxito de los conciertos de The Weavers y su posición en las listas de éxitos ayudaron a popularizar la música folk.
Por los tintes políticos progresistas y ante el anticomunismo de los años 50 en Estados Unidos, Red Scare, Pete Seeger y Lee Hays fueron denunciados como miembros del Partido Comunista Estadounidense ante el FBI por parte de Harvey Matusow (quien luego se retractó), lo que resultó en que fueran citados a declarar ante el Comité de Actividades Antiamericanas en 1955. Pete Seeger fue declarado culpable y puesto bajo restricciones de libertad por el tribunal en espera de una apelación, pero en 1961 su condena fue levantada por motivos técnicos. Debido a que Pete Seeger estaba en la lista negra de los Diez de Hollywood de la industria del entretenimiento, todo el grupo fue puesto bajo vigilancia del FBI y no se le permitió actuar en televisión o radio durante el período del macartismo.
Sus grabaciones ya no se emitieron, lo que resultó en una caída en sus ingresos por derechos de grabación. Grupos fundamentalistas anticomunistas se manifestaron en sus espectáculos. Decca Records rescindió su contrato discográfico y retiró sus discos de su catálogo en 1953. Cuando a fines de la década de 1950, la banda acordó proporcionar la voz para un comercial de televisión de una marca de cigarrillos, Pete Seeger, opuesto a los peligros del tabaco y desanimado por la participación de la banda en intereses comerciales, decidió renunciar. Pasó un último año con The Weavers para cumplir con sus compromisos, pero se describió a sí mismo como un prisionero. Dejó el grupo en abril de 1958.
El propio Seeger recomendó a Erik Darling como su reemplazo. Darling permaneció con el grupo hasta junio de 1962, luego se fue para seguir su carrera en solitario y más tarde para formar el trío de folk-jazz The Rooftop Singers. La banda se separó en 1964, pero Gilbert, Hellerman y Hays se reunieron ocasionalmente con Pete Seeger durante los siguientes años.
En 1980, Lee Hays, que ya estaba enfermo y usaba una silla de ruedas para moverse, intentó reunir a los miembros fundadores de Weavers para un último espectáculo juntos. El regreso triunfal al Carnegie Hall de Nueva York se produjo el 28 de noviembre de 1980. Fue la última actuación de la banda original.
Lee Hays murió en 1981, a la edad de 67 años, y su biografía, titulada Lonesome Traveler de Doris Willens, fue publicada en 1988. Erik Darling murió el 3 de agosto de 2008, a la edad de 74 años, en Chapel Hill (Carolina del Norte), de un linfoma. Después de una carrera muy larga como músico, Pete Seeger murió a la edad de 94 años el 27 de enero de 2014, en Nueva York. Ronnie Gilbert murió el 6 de junio de 2015, en Mill Valley (California) y Fred Hellerman, el último miembro vivo del cuarteto, murió el 1 de septiembre de 2016 en Weston (Connecticut).

## Miembros de la banda
- Ronnie Gilbert – Alto (1948-1952, 1955-1964, 1980; murió en 2015)
- Lee Hays – Bajo (1948-1952, 1955-1964, 1980; murió en 1981)
- Fred Hellerman – Barítono (1948-1952, 1955-1964, 1980; murió en 2016)
- Pete Seeger – Tenor (1948-1952, 1955-1958, 1980; murió en 2014)
- Erik Darling – Tenor (1958-1962; murió en 2008)
- Frank Hamilton – Tenor (1962-1963)
- Bernie Krause – Tenor (1963-1964)

## Discografía selecta
- The Weavers' Greatest Hits
- The Weavers at Carnegie Hall (Live)
- The Weavers at Carnegie Hall Vol. 2 (Live)
- Wasn't That a Time! boxed set
- Best of the Vanguard Years
- The Weavers Reunion at Carnegie Hall: 1963 (Live)
- The Reunion at Carnegie Hall, 1963, Pt. 2 (Live)
- The Weavers at Home – Vanguard VRS 9024 (1957–58)
- Travelling On with The Weavers VRS 9043 (1957–58)
- Reunion at Carnegie Hall No. 2 (Live)
- Rarities from the Vanguard Vault
- Kisses Sweeter Than Wine (compilation of 1950–51 live shows, edited by Fred Hellerman)
- The Weavers Almanac
- The Best of the Decca Years
- Ultimate Collection
- The Weavers Classics
- Best of the Weavers
- Gospel
- Goodnight Irene: Weavers 1949–53 boxed set
- We Wish You a Merry Christmas
- The Weavers on Tour (Live) – Vanguard VRS 9013
- Together Again (Live at Carnegie Hall in 1980, recorded in 1981) Loom 10681
- Rarities from the Vanguard Vault
- The Weavers: Wasn't That a Time! (video)